# Vlachova Lhota
Vlachova Lhota är en ort i Tjeckien.   Den ligger i regionen Zlín, i den östra delen av landet, 280 km öster om huvudstaden Prag. Vlachova Lhota ligger 449 meter över havet och antalet invånare är 249.
Terrängen runt Vlachova Lhota är kuperad åt nordost, men åt sydväst är den platt.Runt Vlachova Lhota är det ganska tätbefolkat, med 108 invånare per kvadratkilometer. Närmaste större samhälle är Slavičín, 9,0 km sydväst om Vlachova Lhota. Omgivningarna runt Vlachova Lhota är en mosaik av jordbruksmark och naturlig växtlighet.